# Yukarıözlüce, Kelkit
Yukarıözlüce là một xã thuộc huyện Kelkit, tỉnh Gümüşhane, Thổ Nhĩ Kỳ. Dân số thời điểm năm 2008 là 196 người.